# РКС-5 «Ринг»
РКС-5 «Ринг» — травматический револьвер украинского производства.

## История
После того, как 21 августа 1998 года на Украине в качестве гражданского оружия самообороны было разрешено использовать "устройства отечественного производства для отстрела боеприпасов с резиновыми пулями несмертельного действия", полтавский машиностроительный завод ПО "Знамя" освоил производство травматической версии выпускавшегося с середины 1990х годов 9-мм газового револьвера РКС-3 «Ринг».
Некоторое количество револьверов этой модели было закуплено МВД Украины. В результате, РКС-5 «Ринг» стал первым образцом травматического оружия украинского производства, официально принятым на вооружение государственных силовых структур. Эти револьверы поступали на вооружение отдельных категорий сотрудников СМВЧМ (специальных моторизованных войсковых частей украинской милиции) и использовались по меньшей мере до ноября 2010 года.
Кроме того, эти револьверы были разрешены в качестве гражданского оружия самообороны, однако после появления в начале 2000х годов травматического оружия других систем (в том числе, стальных пистолетов Форт-12Р и, с 2002 года - переделанных харьковским ООО "СОБР" из "наганов" обр. 1895 г. семизарядных травматических револьверов «Комбриг») их популярность снизилась.

## Описание
Револьвер гладкоствольный. Литая рамка, барабан и ствол изготовлены из лёгкого сплава ЦАМ4-1. Для экстракции стреляных гильз барабан откидывается влево. Ударно-спусковой механизм стальной, двойного действия (допускает стрельбу как с предварительным взведением курка, так и без такового). Прицельные приспособления открытого типа, нерегулируемые, состоят из мушки и целика. Накладки на рукоять пластмассовые, закреплены двумя винтами с крестообразным шлицем.

## Варианты и модификации
- РКС-3 «Ринг» - 9-мм газовый револьвер (с поперечным штифтом в канале ствола, обеспечивающим возможность стрельбы только холостыми и газовыми патронами)[3].
- РКС-5 «Ринг» - 9-мм травматический револьвер[1]

## Страны-эксплуатанты
- Украина - некоторое количество револьверов использовалось МВД Украины[5]